# No te reprimas
"No te reprimas" é uma canção do álbum de estúdio A todo rock da boy band porto-riquenha Menudo, lançada em 1983 pela gravadora RCA Records. Trata-se de uma canção dançante, cujo principal vocalista é o integrante Charlie Massó, e que foi lançada como single após o sucesso de "Chicle de amor", do mesmo álbum.
A versão em português da canção, intitulada "Não se Reprima", foi incluída no álbum Mania, de 1984. A música foi lançada como o primeiro single do trabalho e incluída em um compacto simples que continha "Se tu Não Estás" em um dos lados. Como forma de divulgação, o videoclipe foi exibido no programa Fantástico, da TV Globo, e a canção incluída na set list dos primeiros shows do grupo no Brasil, sendo a última canção interpretada nessas ocasiões. Comercialmente, tornou-se um sucesso, alcançando o primeiro lugar por duas semanas como a canção mais executada, de acordo com a Nelson Oliveira Pesquisa e Estudo de Mercado (Nopem). O grupo foi condecorado com um disco de diamante pelas vendas do compacto no país, ao atingir 1 milhão de cópias.
Ao longo dos anos, "Não se Reprima" tem sido considerada a canção assinatura do Menudo no Brasil, por conseguinte, foi parodiada e homenageada em vários programas de televisão. Em 2015, o ator Antônio Fagundes apareceu em vários veículos de imprensa por ter feito uma participação no humorístico global Tá no Ar, da TV Globo, interpretando a canção no papel de um integrante do grupo Menudo na terceira idade. Em 2014, os cantores Ronnie Von e Kelly Key se juntaram ao apresentador Rodrigo Faro no programa Hora do Faro, da Record, vestidos como os integrantes do Menudo e reproduzindo a coreografia icônica da época. Outras homenagens incluem a do programa Rebobina, do canal Viva, em 2015.

## Lista de faixas
- Créditos adaptados da contracapa dos compactos "No te reprimas" (1983),[13] e "Não se Reprima" de 1984.[3]

### No te reprimas
Lado A
| N.º | Título           | Compositor(es)             | Duração |  |
| 1.  | "No te reprimas" | A. Monroy C. Villa E. Diaz | 3:02    |  |

Lado B
| N.º | Título            | Compositor(es)      | Duração |  |
| 1.  | "Piel de manzana" | A. Monroy C. Villa* | 3:34    |  |

### Não se Reprima
Lado A
| N.º | Título                            | Compositor(es)                                | Duração |  |
| 1.  | "Não Se Reprima (No Te Reprimas)" | C. Villa A. Monroy, E. Díaz C. Colla (versão) | 3:03    |  |

Lado B
| N.º | Título                                              | Compositor(es)                                 | Duração |  |
| 1.  | "Se Tu Não Estás (If You're Not Here (By My Side))" | C. Villa A. Monroy, E. Díaz Miguel P. (versão) | 4:29    |  |

## Tabelas

### Tabelas semanais
"Não Se Reprima"
| Tabela musical (1984) | Posição |
| --------------------- | ------- |
| Brasil (Nopem)        | 1       |

## Certificações e vendas
| Região | Certificação | Vendas certificadas |
| ------ | ------------ | ------------------- |
| Brasil | Diamante     | 1,000,000           |